# Lamprista
Lamprista – rodzaj motyli z rodziny Lecithoceridae i podrodziny Crocanthinae. Występuje endemicznie w Papui-Nowej Gwinei. Obejmuje trzy opisane gatunki.

## Morfologia
Motyle o rozpiętości skrzydeł od 15 do 17 mm.
Głowa zaopatrzona jest w czułki około 1,3 raza dłuższe niż przednie skrzydło oraz głaszczki wargowe o członie drugim długim, pogrubionym i silnie odgiętym, a członie trzecim smukłym i nie dłuższym od niego. Brak dymorfizmu płciowego w budowie głaszczków odróżnia ten rodzaj od pokrewnych Crocanthes i Pacificulla. Łuski na wierzchu głowy zwykle są brązowe z metalicznym fioletowawym połyskiem.
Łuski na wierzchu tułowia mogą być fioletowobrązowe lub żółtawobrązowe, przy czym w częściach grzbietowo-bocznych biegną paski z łusek jasnopomarańczowych. Skrzydło przednie jest wąsko wydłużone, w nasadowych 2/5–½ pomarańczowe do ciemnopomarańczowego, zaś w szczytowych 3/5–½ ciemnobrązowe do brązowawego z granatowym połyskiem metalicznym. Krawędź kostalna skrzydła przedniego zakrzywia się za ¾ długości, a krawędź wierzchołkowa ma skośny przebieg. W jego użyłkowaniu zaznacza się brak piątej gałęzi żyłki radialnej (R5) i drugiej gałęzi żyłki medialnej (M2), położenie pierwszej żyłki medialnej (M1) bliżej połączonych żyłek drugiej i trzeciej radialnej (R3+4) niż trzeciej żyłki medialnej (M3) oraz żyłka kubitalna (Cu) z trzema odgałęzieniami. Skrzydło tylne jest ciemne z domieszką barwy żółtobrązowej. Jego użyłkowanie odznacza się położeniem trzonka sektora radialnego (Rs) i pierwszej żyłki medialnej (M1) za środkiem długości, brakiem drugiej gałęzi żyłki medialnej (M2) oraz żyłką kubitalną (Cu) z trzema odgałęzieniami.
Odwłok ma pola kolców na tergitach od drugiego do siódmego. Samiec ma genitalia o wydłużonym unkusie z brzegiem doogonowym wklęśniętym i z ostrymi wierzchołkami po bokach oraz krótkim tegmenie z zaokrągloną krawędzią doogonową. Podobnie jak u Crocanthes nie występuje gnatos. Walwa ma szeroką podstawę i niesymetryczny, zwykle trójkątny z wyostrzonym szczytem kukulus. Sam edeagus jest o ⅓ krótszy od walwy, na szczycie zwykle rozdwojony i zaopatrzony w ciernie z zakrzywioną beleczką.

## Taksonomia
Rodzaj ten wprowadzony został w 2013 roku przez Park Kyuteka na łamach Zootaxa w publikacji współautorstwa Lee Sangmi. Nazwa rodzajowa pochodzi z języka greckiego i oznacza „najjaśniejsza”.
Rodzaj obejmuje trzy opisane gatunki:
- Lamprista emmeli Park, 2013
- Lamprista hemipyra (Meyrick, 1938)
- Lamprista ortholepida Park, 2013

W chwili opisu autorzy nie zaliczali rodzaju do żadnej z wyodrębnianych wówczas podrodzin, zwracając jedynie uwagę na jego bliskie pokrewieństwo z rodzajami Crocanthes i Pacificulla. W 2015 roku Park wyróżnił dla tych rodzajów nową podrodzinę Crocanthinae.